# LUPIN: The Secret of Countess Cagliostro
LUPIN: The Secret of Countess Cagliostro (LUPIN ～カリオストロ伯爵夫人の秘密~, LUPIN ~ kariosutorohakushakufujin no himitsu ~, littéralement « LUPIN ~Le secret de la Comtesse Cagliostro~ »), sous sa forme longue Musical Picaresque LUPIN: The Secret of Countess Cagliostro, est une comédie musicale de Shūichirō Koike et Dove Attia. Il s'agit d'une adaptation du roman policier La Comtesse de Cagliostro de Maurice Leblanc.

## Résumé
Le Baron Godefroy d'Étigues, quoique noble, peine à joindre les deux bouts. Pour compenser ce déficit, il est prêt à marier sa fille Clarisse à Beaumagnan. Ironiquement, en secret, Beaumagnan se révèle aussi démuni que la famille d'Étigues...
Eu égard à sa réputation douteuse, la jeune fille refuse d'épouser ce dernier. D'autant qu'elle s'est déjà éprise d'un autre : le flamboyant Arsène Lupin ! L'insaisissable gentleman redouble de stratagèmes pour la rencontrer, usant de nombreux déguisements et mises en scène rocambolesques.
Mais, alors que l'amour des jeunes gens semble compromis par Beaumagnan et le Baron, la rumeur d'un trésor refait surface. Arsène se lance dans l'aventure, espérant prendre de vitesse son rival et Godefroy. Bientôt, le jeune détective surdoué Isidore Beautrelet, l'inspecteur Ganimard et même le célèbre britannique Sherlock Holmes se piquent de résoudre l'affaire.
Les choses se compliquent encore lorsque ce petit monde croise le chemin de la Comtesse de Cagliostro, une figure énigmatique dont la beauté est restée intacte au fil des siècles.
Tous se mettent bientôt à convoiter ce mystérieux trésor ayant appartenu aux Templiers...

## Personnages principaux
- Arsène Lupin : le héros de la comédie musicale, voleur surdoué et gentleman charismatique
- Clarisse d'Étigues : l'amante et grand amour de Lupin, issue de l'aristocratie
- Beaumagnan : un homme suspect qui cherche à mettre la main sur un trésor
- Isidore Beautrelet : un jeune lycéen réputé pour ses facultés d'enquêteur amateur
- Sherlock Holmes[1] : un célèbre détective britannique
- Ganimard : un inspecteur
- Comtesse de Cagliostro : de son identité complète Joséphine Pellegrini-Balsamo, personnalité trouble et ambiguë sur laquelle Lupin se retrouver à mener l'enquête
- Godefroy d'Étigues : un baron désargenté, père de Clarisse d'Étigues
- Léonard : l'homme de main de la Comtesse de Cagliostro

## Distribution[2]
- Arsène Lupin : Yūta Furukawa
- Clarisse d'Étigues : Kiho Maaya
- Beaumagnan : Mario Kuroba / Toshiki Tateishi
- Isidore Beautrelet : Seishirō Katō
- Sherlock Holmes : Ryosei Konishi
- Ganimard : Katsuya
- Comtesse de Cagliostro : Suzuho Makaze / Reon Yuzuki
- Godefroy d'Étigues : Hiroshi Miyakawa
- Léonard : Shohei

## Production
En février 2023, il est annoncé qu'une nouvelle comédie musicale japonaise, tirée de l'œuvre de Maurice Leblanc, débuterait à l'automne de cette même année. D'emblée, la production précise qu'il ne s'agira pas d'une adaptation de Arsène Lupin III et de son Château de Cagliostro mais bel et bien du roman français La Comtesse de Cagliostro.
Le projet est présenté comme « une collaboration entre des maîtres japonais et français », à savoir le librettiste-parolier-metteur en scène Shūichirō Koike et le compositeur Dove Attia.
Attia s'avère très populaire dans les pays asiatiques : ses créations (Mozart, l'Opéra Rock et La Légende du roi Arthur) connaissent plusieurs moutures au Japon, en Chine et en Corée du Sud. Lupin signe son troisième projet original pour le territoire nippon, avec le Casanova commandé par la Revue Takarazuka et la transposition musicale de JoJo's Bizarre Adventure. Ce dernier est épaulé par son co-créateur régulier Rod Janois.

## Casting
Yūta Furukawa est très vite officialisé en tête d'affiche. Ce dernier définit son personnage comme « un gentleman et un maître du déguisement. [...] C'est un grand voleur qui arbore de nombreuses casquettes et vise divers trésors mais il possède aussi un côté bienveillant et est soutenu par son entourage. [...] il captive de nombreuses femmes et séduit tout le monde. C'est une personnalité charmante qui non seulement vole des choses, mais dérobe aussi le cœur des gens. J'aimerais rester fidèle à l'œuvre originale [...] ». Le comédien a lu le texte de Leblanc pour se préparer au rôle et, tout en restant fidèle à l'image véhiculée par le protagoniste dans le roman, a orienté son interprétation vers une figure « nihiliste, cool et plein[e] d'humour [...], plus intense ». A son sens, peaufiner l'ambivalence de Lupin « est l'un des aspects intéressants de ce travail ». Par sa personnalité calme, ambiguë et attrayante, Furukawa rapproche son Lupin de Der Tod (Elisabeth) et Sebastian Michaelis (Black Butler), deux personnages qu'il avait précédemment incarnés. Ce projet marque une nouvelle collaboration du trio Koike / Attia / Furukawa, lequel avait déjà travaillé sur la version nippone de 1789, les Amants de la Bastille. Il s'agit en outre du premier rôle principal assuré par Furukawa sans alternance,.
Un double casting est annoncé pour la Comtesse de Cagliostro, Suzuho Makaze et Reon Yuzuki jouant en alternance la mystérieuse Joséphine Balsamo. Ces dernières ont la spécificité d'être des anciennes otokoyaku emblématiques de la Revue Takarazuka. La Comtesse se travestissant durant le spectacle, Makaze et Yuzuki sont amenées à porter des costumes masculins et travailler une attitude plus virile, ce qu'elles n'avaient pas fait depuis leur départ de la Revue. Par ailleurs, Kiho Maaya, choisie pour interpréter Clarisse, est également une ancienne Takarasienne mais spécialisée dans les rôles féminins (musumeyaku).
Outre la Comtesse, le personnage de Beaumagnan est le seul autre rôle à être assuré par deux chanteurs : Mario Kuroba (révélé par Tenimyu et Roméo et Juliette) l'incarne lors des performances tokyoïtes tandis que Toshiki Tateishi (membre du boys band IVVY) le campe en tournée.

## Réception
Le Sankei shinbun délivre une critique positive de la comédie musicale, estimant que les « changements [apportés] transcendent le sexe et l'âge ». La journaliste Tomoko Iizuka encense la performance de Furukawa et ses « étonnantes capacités de transformation ». La prestation vocale de Kiho Maaya est saluée, de même que le personnage « très polyvalent » de la Comtesse.

## Média associé[13]
La comédie musicale est sortie en Blu-rays avec deux castings alternatifs :
- La Monocle Version avec le duo Mario Kuroba / Suzuho Makaze
- La Silk Hat Version avec le tandem Toshiki Tateishi / Reon Yuzuki